# John Brannigan
Pour les articles homonymes, voir Brannigan (homonymie).
John Brannigan est un personnage de fiction du cycle des Inhibiteurs d’Alastair Reynolds.
Il apparait dans le premier ouvrage de la saga, L'Espace de la révélation. Ancien capitaine du gobe-lumen ultra Spleen de l'Infini au début du récit, il est alors déjà victime de la pourriture fondante. Malgré les efforts du triumvirat à la tête du vaisseau pour ralentir la contamination, le capitaine John Brannigan fusionne petit à petit, inexorablement, avec son gobe-lumen. À partir de la fin du premier livre, le capitaine et le vaisseau ne font plus qu’un. Ceci rend difficile aussi bien la communication avec le capitaine, que le commandement du gobe-lumen.
John Brannigan est probablement le plus ancien humain encore en “vie”. Il semble plus âgé que Nevil Clavain et aurait participé aux premières colonisations de Mars, évènements considérés comme antiques par les autres personnages.
Il “meurt” sur Hela, à peu près au même moment où Scorpio meure lui-même. Ils avaient tous deux fait jouer plus que leurs rôles dans la crises des Inhibiteurs. John Brannigan cesse d’exister après s’être débarrassé d’une grande partie du vaisseau constituant son “corps” afin de mettre en sureté ses passagers cryonisés alors que lui-même devait céder aux exigences de Quaiche, qui menaçait Aura. Les passagers en sécurité en orbite, John trouve le moyen de prendre le contrôle de la navette de Quaiche et de se débarrasser de ce dernier. Il achève d’éliminer les menaces contre Aura et ses amis en utilisant les armes hypométriques contre Grelier. Sa mission remplie, bloqué à la surface de la planète dans un berceau sans les défenses de sa coque les gardes de Quaiche l’achèveront facilement, et sans gloire. Après avoir sauvé des milliers de personnes une première fois dans l’évacuation de Resurgam, à nouveau dans la fuite d’Ararat, puis les derniers réfugiés du système de Yellowstone et enfin l’ensemble de ses passagers lors des tentatives d’attaque des forces de Quaiche et le chantage de ce dernier.